# Sámuel Jósika (homme politique)
Pour les articles homonymes, voir Sámuel Jósika.
Dans le nom hongrois Jósika Sámuel, le nom de famille précède le prénom, mais cet article utilise l’ordre habituel en français Sámuel Jósika, où le prénom précède le nom.
Baron Sámuel Jósika von Branyicska (23 août 1848-4 juin 1923) est un homme politique hongrois qui est Ministre des Affaires étrangères de Hongrie de 1895 à 1898. Il est également Président (en) de la Chambre des Magnats de 1912 à 1917.

## Biographie
Sámuel Jósika nait à Salzbourg du baron Lajos Jósika (hu) et de la comtesse Adél Bethlen. Il fait donc partie de la famille Jósika de Branyicska, famille noble hongroise ayant fourni  de nombreux hommes politiques à la Hongrie. Il étudie à Nagyszeben (Sibiu en roumain) puis à Paris et enfin au Stonyhurst College en Angleterre. Il étudie ensuite le droit à Pozsony (Bratislava en slovaque) en 1867-68 puis à Kolozsvár (Cluj en roumain). À la fin de ses études, il rentre à son domaine familial de Transylvanie pour le gérer. En 1870, il devient notaire honoraire du comitat de Hunyad puis de celui de Kolozs. Il participe alors aux vies politiques, économiques et religieuses de la Transylvanie.
En 1879, il est élu vice-président de l’Association économique de Transylvanie (hu). Le 27 juillet 1885, il est nommé főispán du comitat de Kolozs. En septembre de la même année, il devient vice-président du conseil d’administration du statut catholique romain de Transylvanie (hu). En 1887, il est nommé chambellan impérial et royal puis est décoré de l’Ordre impérial de Léopold en tant que chevalier en 1888. La même année, il démissionne de son poste de notaire honoraire pour être élu de la circonscription de Kolozsvár à la chambre des magnats dont il devient membre à vie. Le 12 janvier 1893, il devient secrétaire d’État à l'Intérieur mais démissionne en mai 1894 pour voter les propositions de séparation de l’Église et de l'État et notamment le mariage civil obligatoire. Il subit des attaques de l’Église du fait de ce vote mais la maison régnante continue de lui faire confiance et, le 19 janvier 1895, il devient Ministre auprès de la personne du roi dans le cabinet (de) de Dezső Bánffy.
En 1910, il est élu vice-président de la chambre des magnats. Le 21 septembre 1912, il en devient le président. Il le restera jusqu’au 19 juin 1917. En 1916, le roi Charles IV lui décerne l’Ordre de la Toison d'or.
À côté de sa carrière politique, Sámuel Jósika a été un collaborateur régulier du Erdélyi Gazda (hu) (le Fermier de Transylvanie), un journal édité à Kolozsvár/Cluj.
En 1919, il se retire dans son domaine qui, depuis le traité de Trianon, est situé en Roumanie. Il participe alors à la vie politique roumaine en présidant le Parti magyar de la création du parti le 28 décembre 1922 jusqu’à son décès le 4 juin 1923.